# Cmentarz Komunalny w Brzozowie

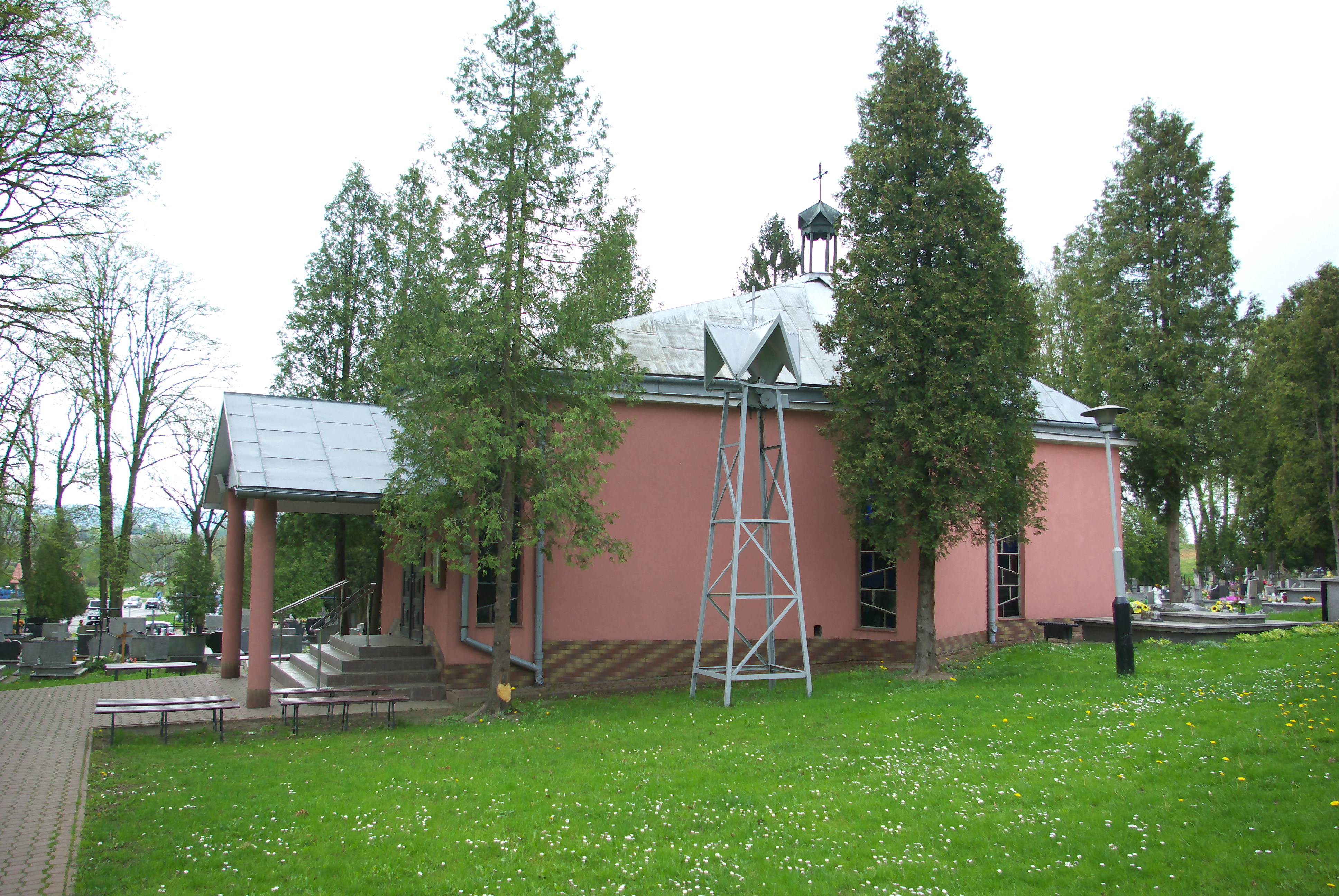
Kaplica cmentarna

Cmentarz Komunalny w Brzozowie – cmentarz w Brzozowie.

## Pochowani
- o. Mikołaj Baworowski (-1887), prowincjał jezuitów[1]
- Stanisław Biały (1868-1932), doktor praw, sędzia, adwokat, parlamentarzysta, oficer Wojska Polskiego, działacz społeczny
- ks. Marcin Biały (1830-1923), duchowny rzymskokatolicki, proboszcz prałat i dziekan w Brzozowie
- ks. Józef Bielawski (1877-1947), duchowny rzymskokatolicki
- Jan Chudzik (1904-1933), prawnik, działacz narodowy i społeczny, podchorąży lotnictwa wojskowego II RP
- Karol Drak (1791-1868), urzędnik, c. k. radca finansowy i górniczy
- Edward Duniewicz herbu Doliwa (-1876), dzierżawca dóbr brzozowskich
- Franciszek Edward Duniewicz herbu Doliwa (-1876), powstaniec listopadowy, właściciel dóbr Nowoszyce, dzierżawca dóbr brzozowskich
- ks. Kazimierz Dutkiewicz (1860-1939), kanonik, inspektor szkolny
- ks. Jan Górecki (1892-1933), kanonik, kapelan Wojska Polskiego, profesor gimnazjum w Łańcucie
- Józef Gryziecki (1900-1975), żołnierz Legionów Polskich, komendant Policji Państwowej, uczestnik I i II wojny światowej
- Jerzy Iżycki-Herman (-1989), powstaniec warszawski
- Halina Iżycka-Herman (-2001), powstaniec warszawski
- ks. Stanisław Jarek (1874-1930), kanonik, prepozyt w Brzozowie
- o. Adolf Kamieński (-1886), jezuita, rektor tarnopolski[1]
- Władysław Kozak (1896-1984), żołnierz Legionów Polskich
- Zbigniew Kubas (1929-2007), żołnierz Armii Krajowej, dyrektor szpitala w Brzozowie od 1968 do 1990, Honorowy Obywatel Brzozowa
- Jan Maciela (1906-1967), nauczyciel, działacz oświatowy, poseł na Sejm PRL
- Roman Miskiewicz (1909-1939), żołnierz 2 Pułku Strzelców Podhalańskich
- Emil Niewolkiewicz (1880-1966), dyrektor lasów biskupstwa przemyskiego
- por. Henryk Pilawski (1907-1942), zamordowany przez gestapo
- Józef Pilawski (1870-1952), burmistrz Brzozowa w latach 1924-1934
- prof. Tadeusz Pilawski (1933-1995),
- bp Ignacy Antoni Raczyński (1741-1823), biskup rzymskokatolicki, prymas Polski (w 1854 szczątki przeniesione do kościoła parafialnego w Obrzycku)[1]
- Leopold Śliwiński (1953-1973), podoficer lotnictwa Polskiego
- Wojciech Teodorowski (1898-1987), urzędnik samorządowy
- płk Józef Tesznar (1887-1966)
- o. Józef Wareczka (-1893), jezuita[1]
- Duchowni parafii Przemienienia Pańskiego w Brzozowie
- Kwatera Zgromadzenia Sióstr Służebniczek Najświętszej Maryi Panny Niepokalanie Poczętej ze Starej Wsi

Symboliczne upamiętnienia
- Mieczysław Bieda (1920-1945), więzień obozu koncentracyjnego w Neuengamme, zatopiony na okręcie SS Cap Arcona
- ppłk Edward Kościński (1893-1940), podpułkownik piechoty Wojska Polskiego, ofiara zbrodni katyńskiej, zamordowany w Charkowie
- por. Roman Pilawski (1907-1940), porucznik piechoty Wojska Polskiego, ofiara zbrodni katyńskiej, zamordowany w Katyniu